# Prometi(III) fluoride
Prometi(III) fluoride hoặc prometi trifluoride là hợp chất hóa học của prometi và fluor với công thức PmF3. Hợp chất này có màu hồng và tan ít trong nước giống như hầu hết các muối fluoride hóa trị III khác. PmF3 có tính phóng xạ.
Prometi(III) fluoride phản ứng với lithi để tạo ra lithi fluoride và prometi:
{\displaystyle \mathrm {PmF_{3}\ +\ 3Li\ \longrightarrow \ Pm\ +\ 3LiF} }